# Circoscrizione Lecce-Brindisi-Taranto
La circoscrizione Lecce-Brindisi-Taranto era una circoscrizione elettorale italiana per l'elezione dell'Assemblea Costituente, nel 1946 (circoscrizione XXVI), e della Camera dei deputati, dal 1948 al 1993 (circoscrizione XXV).
Comprendeva le province di Lecce, Brindisi e Taranto.
Era prevista dalla Tabella A di cui al decreto legislativo luogotenenziale 10 marzo 1946, n. 74, poi ripresa dalla legge 20 gennaio 1948, n. 6 e dal decreto del presidente della Repubblica 30 marzo 1957, n. 361.
Nel 1993 la circoscrizione fu soppressa contestualmente all'istituzione della circoscrizione Puglia, comprendente tutte le province della regione.
Di seguito i risultati di lista e i deputati eletti, ordinati secondo il numero di preferenze ottenute.

## Elezioni politiche 1946
| Liste                                           | Voti    | %     | Seggi |
| ----------------------------------------------- | ------- | ----- | ----- |
| Democrazia Cristiana                            | 187.764 | 34,67 | 5     |
| Blocco Nazionale della Libertà                  | 116.263 | 21,46 | 3     |
| Unione Democratica Nazionale                    | 79.054  | 14,60 | 2     |
| Partito Comunista Italiano                      | 50.210  | 9,27  | 1     |
| Partito Socialista Italiano di Unità Proletaria | 46.850  | 8,65  | 1     |
| Movimento Democratico Monarchico Italiano       | 30.017  | 5,54  | -     |
| Partito Repubblicano Italiano                   | 15.539  | 2,87  | -     |
| Partito d'Azione                                | 6.645   | 1,23  | -     |
| Movimento Unionista Italiano                    | 4.785   | 0,88  | -     |
| Partito Cristiano Sociale                       | 4.520   | 0,83  | -     |
| Totale                                          | 541.647 |       | 12    |

| Democrazia Cristiana                                                                                          | Blocco Nazionale della Libertà                                | Unione Democratica Nazionale      | Partito Comunista Italiano | Partito Socialista Italiano di Unità Proletaria |
| --- | ------------------------------------------------------------- | --------------------------------- | -------------------------- | ----------------------------------------------- |
| - Alfonso Motolese - Antonio Gabrieli - Giuseppe Codacci Pisanelli - Beniamino De Maria - Italo Giulio Caiati | - Giuseppe Ayroldi - Vincenzo Cicerone - Pasquale Lagravinese | - Giuseppe Grassi - Luigi Vallone | - Ruggero Grieco           | - Vito Mario Stampacchia                        |

## Elezioni politiche 1948
| Liste                                              | Voti    | %     | Seggi |
| -------------------------------------------------- | ------- | ----- | ----- |
| Democrazia Cristiana                               | 329.508 | 49,38 | 9     |
| Fronte Democratico Popolare                        | 144.100 | 21,59 | 4     |
| Blocco Nazionale                                   | 91.862  | 13,77 | 2     |
| Partito Nazionale Monarchico - Alleanza del Lavoro | 40.661  | 6,09  | 1     |
| Unità Socialista                                   | 25.264  | 3,79  | -     |
| Movimento Sociale Italiano                         | 21.922  | 3,29  | -     |
| Partito Repubblicano Italiano                      | 5.316   | 0,80  | -     |
| Movimento Nazionalista per la Democrazia Sociale   | 4.094   | 0,61  | -     |
| Partito Cristiano Sociale                          | 2.665   | 0,40  | -     |
| Blocco Popolare Unionista                          | 1.346   | 0,20  | -     |
| Movimento Unità d'Italia                           | 556     | 0,08  | -     |
| Totale                                             | 667.294 |       | 16    |

| Democrazia Cristiana | Fronte Democratico Popolare                                                     | Blocco Nazionale                     | Partito Nazionale Monarchico |
| --- | ------------------------------------------------------------------------------- | ------------------------------------ | ---------------------------- |
| - Italo Giulio Caiati - Beniamino De Maria - Antonio Gabrieli - Giuseppe Codacci Pisanelli - Gabriele Semeraro - Gaspare Pignatelli - Pietro Lecciso - Alberico Motolese - Domenico Latanza | - Giuseppe Calasso - Giuseppe Latorre - Santo Semeraro - Mario Marino Guadalupi | - Giuseppe Grassi - Agilulfo Caramia | - Vincenzo Cicerone          |

## Elezioni politiche 1953
| Liste                                   | Voti    | %     | Seggi |
| --------------------------------------- | ------- | ----- | ----- |
| Democrazia Cristiana                    | 278.569 | 40,14 | 8     |
| Partito Comunista Italiano              | 140.999 | 20,32 | 4     |
| Partito Nazionale Monarchico            | 99.994  | 14,41 | 2     |
| Movimento Sociale Italiano              | 63.807  | 9,19  | 1     |
| Partito Socialista Italiano             | 56.814  | 8,19  | 1     |
| Partito Liberale Italiano               | 24.113  | 3,47  | -     |
| Partito Socialista Democratico Italiano | 10.646  | 1,53  | -     |
| Lista Monarchica                        | 6.759   | 0,97  | -     |
| Partito Repubblicano Italiano           | 5.275   | 0,76  | -     |
| Unione Socialista Indipendente          | 5.022   | 0,72  | -     |
| Alleanza Democratica Nazionale          | 2.012   | 0,29  | -     |
| Totale                                  | 694.010 |       | 16    |

| Democrazia Cristiana | Partito Comunista Italiano                                                      | Partito Nazionale Monarchico         | Movimento Sociale Italiano | Partito Socialista Italiano |
| --- | ------------------------------------------------------------------------------- | ------------------------------------ | -------------------------- | --------------------------- |
| - Italo Giulio Caiati - Beniamino De Maria - Giuseppe Codacci Pisanelli - Angelo Priore - Carlo Scarascia-Mugnozza - Gaspare Pignatelli - Gabriele Semeraro - Alessandro Agrimi | - Giuseppe Di Vittorio - Giuseppe Calasso - Santo Semeraro - Francesco Candelli | - Agilulfo Caramia - Antonio Daniele | - Domenico Latanza         | - Mario Marino Guadalupi    |

## Elezioni politiche 1958
| Liste                                            | Voti    | %     | Seggi |
| ------------------------------------------------ | ------- | ----- | ----- |
| Democrazia Cristiana                             | 363.041 | 46,61 | 9     |
| Partito Comunista Italiano                       | 154.305 | 19,81 | 4     |
| Movimento Sociale Italiano                       | 85.424  | 10,97 | 2     |
| Partito Socialista Italiano                      | 78.354  | 10,06 | 2     |
| Partito Nazionale Monarchico                     | 46.988  | 6,03  | 1     |
| Partito Monarchico Popolare                      | 15.938  | 2,05  | -     |
| Partito Liberale Italiano                        | 15.091  | 1,94  | -     |
| Partito Socialista Democratico Italiano          | 12.590  | 1,62  | -     |
| Partito Repubblicano Italiano - Partito Radicale | 4.698   | 0,60  | -     |
| Partito Cattolico di Riscossa Nazionale - CPI    | 2.030   | 0,26  | -     |
| Partito Italiano Mutilati e Invalidi di Guerra   | 465     | 0,06  | -     |
| Totale                                           | 778.924 |       | 18    |

| Democrazia Cristiana | Partito Comunista Italiano                                                  | Movimento Sociale Italiano           | Partito Socialista Italiano | Partito Nazionale Monarchico |
| --- | --------------------------------------------------------------------------- | ------------------------------------ | --------------------------- | ---------------------------- |
| - Italo Giulio Caiati - Vincenzo Marotta - Gabriele Semeraro - Raffaele Leone - Giuseppe Codacci Pisanelli - Beniamino De Maria - Mario Berry - Marcello Chiatante - Carlo Scarascia-Mugnozza | - Mario Alicata - Ludovico Angelini - Giuseppe Calasso - Armando Monasterio | - Pietro Sponziello - Clemente Manco | - Mario Marino Guadalupi    | - Antonio Daniele            |

## Elezioni politiche 1963
| Liste                                            | Voti    | %     | Seggi |
| ------------------------------------------------ | ------- | ----- | ----- |
| Democrazia Cristiana                             | 369.311 | 46,14 | 9     |
| Partito Comunista Italiano                       | 178.202 | 22,27 | 4     |
| Partito Socialista Italiano                      | 86.865  | 10,85 | 2     |
| Movimento Sociale Italiano                       | 75.015  | 9,37  | 2     |
| Partito Liberale Italiano                        | 30.116  | 3,76  | 1     |
| Partito Socialista Democratico Italiano          | 28.610  | 3,57  | -     |
| Partito Democratico Italiano di Unità Monarchica | 12.316  | 1,54  | -     |
| Concentrazione di Unità Rurale                   | 9.392   | 1,17  | -     |
| Partito Repubblicano Italiano                    | 7.668   | 0,96  | -     |
| Partito Autonomo Pensionati d'Italia             | 2.833   | 0,35  | -     |
| Totale                                           | 800.328 |       | 18    |

| Democrazia Cristiana | Partito Comunista Italiano                                                | Partito Socialista Italiano             | Movimento Sociale Italiano           | Partito Liberale Italiano |
| --- | ------------------------------------------------------------------------- | --------------------------------------- | ------------------------------------ | ------------------------- |
| - Italo Giulio Caiati - Giuseppe Codacci Pisanelli - Raffaele Leone - Giacinto Urso - Vincenzo Marotta - Carlo Scarascia-Mugnozza - Gabriele Semeraro - Ippazio Imperiale - Beniamino De Maria | - Bruno Trentin - Nino D'Ippolito - Giuseppe Calasso - Armando Monasterio | - Mario Marino Guadalupi - Cosimo Abate | - Pietro Sponziello - Clemente Manco | - Ennio Bonea             |

## Elezioni politiche 1968
| Liste                                            | Voti    | %     | Seggi |
| ------------------------------------------------ | ------- | ----- | ----- |
| Democrazia Cristiana                             | 377.374 | 44,72 | 9     |
| Partito Comunista Italiano                       | 206.587 | 24,48 | 5     |
| Partito Socialista Unificato                     | 107.739 | 12,77 | 2     |
| Movimento Sociale Italiano                       | 69.724  | 8,26  | 2     |
| Partito Liberale Italiano                        | 28.633  | 3,39  | 1     |
| Partito Socialista Italiano di Unità Proletaria  | 25.072  | 2,97  | -     |
| Partito Repubblicano Italiano                    | 16.373  | 1,94  | -     |
| Partito Democratico Italiano di Unità Monarchica | 8.964   | 1,06  | -     |
| Socialdemocrazia                                 | 3.422   | 0,41  | -     |
| Totale                                           | 843.888 |       | 19    |

| Democrazia Cristiana | Partito Comunista Italiano                                                                         | Partito Socialista Unificato                 | Movimento Sociale Italiano           | Partito Liberale Italiano |
| --- | -------------------------------------------------------------------------------------------------- | -------------------------------------------- | ------------------------------------ | ------------------------- |
| - Italo Giulio Caiati - Giacinto Urso - Beniamino De Maria - Antonio Mario Mazzarrino - Francesco Rausa - Gabriele Semeraro - Carlo Scarascia-Mugnozza - Ippazio Imperiale - Giuseppe Caroli | - Alfredo Reichlin - Nino D'Ippolito - Mario Foscarini - Armando Monasterio - Pasquale Pascariello | - Mario Marino Guadalupi - Amleto Monsellato | - Clemente Manco - Pietro Sponziello | - Ennio Bonea             |

## Elezioni politiche 1972
| Liste                                           | Voti    | %     | Seggi |
| ----------------------------------------------- | ------- | ----- | ----- |
| Democrazia Cristiana                            | 386.808 | 43,61 | 9     |
| Partito Comunista Italiano                      | 206.149 | 23,24 | 5     |
| Movimento Sociale Italiano - Destra Nazionale   | 114.225 | 12,88 | 2     |
| Partito Socialista Italiano                     | 87.013  | 9,81  | 2     |
| Partito Socialista Democratico Italiano         | 27.081  | 3,05  | -     |
| Partito Repubblicano Italiano                   | 22.404  | 2,53  | -     |
| Partito Liberale Italiano                       | 18.999  | 2,14  | -     |
| Movimento Politico dei Lavoratori               | 7.490   | 0,84  | -     |
| Partito Comunista (Marxista-Leninista) Italiano | 5.975   | 0,67  | -     |
| Partito Socialista Italiano di Unità Proletaria | 5.861   | 0,66  | -     |
| Il manifesto                                    | 5.029   | 0,57  | -     |
| Totale                                          | 887.034 |       | 18    |

| Democrazia Cristiana | Partito Comunista Italiano                                                                     | Movimento Sociale Italiano - Destra Nazionale | Partito Socialista Italiano                  |
| --- | ---------------------------------------------------------------------------------------------- | --------------------------------------------- | -------------------------------------------- |
| - Italo Giulio Caiati - Giacinto Urso - Giuseppe Caroli - Giuseppe Codacci Pisanelli - Antonio Mario Mazzarrino - Giuseppe Zurlo - Francesco Rausa - Beniamino De Maria - Gabriele Semeraro | - Alfredo Reichlin - Vito Angelini - Mario Foscarini - Livio Stefanelli - Pasquale Pascariello | - Pietro Sponziello - Clemente Manco          | - Mario Marino Guadalupi - Claudio Signorile |

## Elezioni politiche 1976
| Liste                                         | Voti      | %     | Seggi |
| --------------------------------------------- | --------- | ----- | ----- |
| Democrazia Cristiana                          | 435.890   | 43,01 | 8     |
| Partito Comunista Italiano                    | 310.484   | 30,63 | 6     |
| Movimento Sociale Italiano - Destra Nazionale | 97.558    | 9,63  | 2     |
| Partito Socialista Italiano                   | 94.200    | 9,29  | 2     |
| Partito Socialista Democratico Italiano       | 28.049    | 2,77  | -     |
| Partito Repubblicano Italiano                 | 21.339    | 2,11  | -     |
| Democrazia Proletaria                         | 12.881    | 1,27  | -     |
| Partito Liberale Italiano                     | 6.410     | 0,63  | -     |
| Partito Radicale                              | 5.786     | 0,57  | -     |
| Nuovo Partito Popolare                        | 981       | 0,10  | -     |
| Totale                                        | 1.013.578 |       | 18    |

| Democrazia Cristiana | Partito Comunista Italiano                                                                                        | Movimento Sociale Italiano - Destra Nazionale | Partito Socialista Italiano             |
| --- | --- | --------------------------------------------- | --------------------------------------- |
| - Pino Leccisi - Giacinto Urso - Giuseppe Caroli - Antonio Mario Mazzarrino - Giuseppe Zurlo - Italo Giulio Caiati - Domenico Amalfitano - Leonardo Ciannamea | - Alfredo Reichlin - Vito Angelini - Giorgio Casalino - Livio Stefanelli - Cristina Conchiglia - Lorenzo Cirasino | - Pietro Sponziello - Clemente Manco          | - Claudio Signorile - Amleto Monsellato |

## Elezioni politiche 1979
| Liste                                         | Voti      | %     | Seggi |
| --------------------------------------------- | --------- | ----- | ----- |
| Democrazia Cristiana                          | 448.173   | 43,63 | 9     |
| Partito Comunista Italiano                    | 269.469   | 26,23 | 5     |
| Partito Socialista Italiano                   | 104.639   | 10,19 | 2     |
| Movimento Sociale Italiano - Destra Nazionale | 92.624    | 9,02  | 2     |
| Partito Socialista Democratico Italiano       | 36.002    | 3,50  | -     |
| Partito Repubblicano Italiano                 | 20.456    | 1,99  | -     |
| Partito Radicale                              | 18.787    | 1,83  | -     |
| Partito di Unità Proletaria                   | 13.647    | 1,33  | -     |
| Partito Liberale Italiano                     | 11.179    | 1,09  | -     |
| Democrazia Nazionale                          | 6.909     | 0,67  | -     |
| Nuova Sinistra Unita                          | 5.344     | 0,52  | -     |
| Totale                                        | 1.027.229 |       | 18    |

| Democrazia Cristiana | Partito Comunista Italiano                                                                     | Partito Socialista Italiano        | Movimento Sociale Italiano - Destra Nazionale |
| --- | ---------------------------------------------------------------------------------------------- | ---------------------------------- | --------------------------------------------- |
| - Giuseppe Caroli - Antonio Mario Mazzarrino - Pino Leccisi - Giacinto Urso - Leonardo Ciannamea - Giuseppe Zurlo - Giuseppe Leone - Domenico Amalfitano - Italo Giulio Caiati | - Alfredo Reichlin - Vito Angelini - Giorgio Casalino - Michele Graduata - Cristina Conchiglia | - Claudio Signorile - Damiano Potì | - Giorgio Almirante - Domenico Mennitti       |

## Elezioni politiche 1983
| Liste                                         | Voti      | %     | Seggi |
| --------------------------------------------- | --------- | ----- | ----- |
| Democrazia Cristiana                          | 412.766   | 38,56 | 8     |
| Partito Comunista Italiano                    | 269.365   | 25,16 | 5     |
| Partito Socialista Italiano                   | 144.579   | 13,51 | 3     |
| Movimento Sociale Italiano - Destra Nazionale | 103.662   | 9,68  | 2     |
| Partito Socialista Democratico Italiano       | 46.247    | 4,32  | 1     |
| Partito Repubblicano Italiano                 | 36.236    | 3,39  | 1     |
| Partito Liberale Italiano                     | 20.948    | 1,96  | -     |
| Partito Nazionale Pensionati                  | 18.927    | 1,77  | -     |
| Partito Radicale                              | 10.488    | 0,98  | -     |
| Democrazia Proletaria                         | 7.229     | 0,68  | -     |
| Totale                                        | 1.070.447 |       | 20    |

| Democrazia Cristiana | Partito Comunista Italiano                                                                 | Partito Socialista Italiano                       |
| --- | ------------------------------------------------------------------------------------------ | ------------------------------------------------- |
| - Nicola Quarta - Giuseppe Caroli - Pino Leccisi - Nicola Monfredi - Domenico Amalfitano - Luigi Memmi - Salvatore Meleleo - Giuseppe Zurlo | - Gerardo Chiaromonte - Vito Angelini - Mario Toma - Michele Graduata - Benedetto Sannella | - Claudio Signorile - Biagio Marzo - Damiano Potì |
| Movimento Sociale Italiano - Destra Nazionale                                                                                               | Partito Socialista Democratico Italiano                                                    | Partito Repubblicano Italiano                     |
| - Domenico Mennitti - Adriana Poli Bortone                                                                                                  | - Michele Di Giesi                                                                         | - Susanna Agnelli                                 |

## Elezioni politiche 1987
| Liste                                         | Voti      | %     | Seggi |
| --------------------------------------------- | --------- | ----- | ----- |
| Democrazia Cristiana                          | 428.476   | 37,89 | 8     |
| Partito Comunista Italiano                    | 268.138   | 23,71 | 5     |
| Partito Socialista Italiano                   | 172.222   | 15,23 | 3     |
| Movimento Sociale Italiano - Destra Nazionale | 99.677    | 8,81  | 2     |
| Partito Repubblicano Italiano                 | 48.673    | 4,30  | 1     |
| Partito Socialista Democratico Italiano       | 38.966    | 3,45  | 1     |
| Partito Liberale Italiano                     | 22.587    | 2,00  | -     |
| Lista Verde                                   | 19.076    | 1,69  | -     |
| Partito Radicale                              | 17.424    | 1,54  | -     |
| Democrazia Proletaria                         | 9.770     | 0,86  | -     |
| Liga Veneta - Pensionati Uniti                | 4.626     | 0,41  | -     |
| Alleanza Popolare                             | 609       | 0,05  | -     |
| Partito Sardo d'Azione                        | 530       | 0,05  | -     |
| Totale                                        | 1.130.774 |       | 20    |

| Democrazia Cristiana | Partito Comunista Italiano                                                           | Partito Socialista Italiano                       |
| --- | ------------------------------------------------------------------------------------ | ------------------------------------------------- |
| - Pino Leccisi - Nicola Quarta - Giovanni Travaglini - Antonio Lia - Bruno Antonucci - Domenico Amalfitano - Giuseppe Leone - Salvatore Meleleo | - Massimo D'Alema - Benedetto Sannella - Antonio Bargone - Mario Toma - Bianca Gelli | - Claudio Signorile - Biagio Marzo - Damiano Potì |
| Movimento Sociale Italiano - Destra Nazionale                                                                                                   | Partito Repubblicano Italiano                                                        | Partito Socialista Democratico Italiano           |
| - Domenico Mennitti - Adriana Poli Bortone | - Gaetano Gorgoni                                                                    | - Antonio Bruno                                   |

## Elezioni politiche 1992
| Liste                                         | Voti      | %     | Seggi |
| --------------------------------------------- | --------- | ----- | ----- |
| Democrazia Cristiana                          | 391.933   | 34,49 | 7     |
| Partito Socialista Italiano                   | 182.694   | 16,08 | 3     |
| Partito Democratico della Sinistra            | 177.727   | 15,64 | 3     |
| Movimento Sociale Italiano - Destra Nazionale | 107.907   | 9,50  | 2     |
| Partito Socialista Democratico Italiano       | 53.302    | 4,69  | 1     |
| Partito della Rifondazione Comunista          | 51.072    | 4,49  | 1     |
| Partito Repubblicano Italiano                 | 51.039    | 4,49  | 1     |
| Lega d'Azione Meridionale                     | 35.749    | 3,15  | -     |
| Federazione dei Verdi                         | 21.861    | 1,92  | -     |
| Partito Liberale Italiano                     | 20.703    | 1,82  | -     |
| La Rete                                       | 13.356    | 1,18  | -     |
| Caccia Pesca Ambiente                         | 9.376     | 0,83  | -     |
| Sì Referendum                                 | 8.793     | 0,77  | -     |
| Lista Marco Pannella                          | 5.966     | 0,52  | -     |
| Lega delle Leghe                              | 1.868     | 0,16  | -     |
| Lega Nord                                     | 1.859     | 0,16  | -     |
| Federalismo                                   | 1.219     | 0,11  | -     |
| Totale                                        | 1.136.424 |       | 18    |

| Democrazia Cristiana | Partito Socialista Italiano                       | Partito Democratico della Sinistra                       | Movimento Sociale Italiano - Destra Nazionale   |
| --- | ------------------------------------------------- | -------------------------------------------------------- | ----------------------------------------------- |
| - Pino Leccisi - Vincenzo Perrone - Giuseppe Caroli - Antonio Lia - Cosimo Casilli - Giuseppe Leone - Salvatore Meleleo | - Biagio Marzo - Claudio Signorile - Damiano Potì | - Massimo D'Alema - Antonio Bargone - Ernesto Abaterusso | - Adriana Poli Bortone - Carmine Santo Patarino |
| Partito Socialista Democratico Italiano                                                                                 | Partito della Rifondazione Comunista              | Partito Repubblicano Italiano                            |                                                 |
| - Antonio Bruno | - Pietro Mita                                     | - Gaetano Gorgoni                                        |                                                 |